# 青山太郎
青山 太郎（あおやま たろう、1938年9月5日 - 2024年1月）は、日本のロシア文学者。

## 経歴
1938年、東京で生まれた。私立武蔵高校を卒業後、早稲田大学に進学。文学部ロシア文学科を卒業し、同大学院修士課程修了。
卒業後は九州大学教養部助教授となり、同言語文化部教授をつとめた。2002年に九州大学を定年退官した。

## 著作
著書
- 『ニコライ・ゴーゴリ』河出書房新社 1986

訳書
- 『廃屋』(現代ロシヤ抵抗文集 1) リディア・チュコフスカヤ（英語版）著、勁草書房 1970
- 『シニャフスキー・エッセイ集』(現代ロシヤ抵抗文集 3)アンドレイ・シニャフスキー（英語版）著、内村剛介共訳、勁草書房 1970
- 『同時代人の肖像』アンネンコフ著、現代思潮社 (ロシア群書) 1971
- 『シニャフスキー短篇小説集』(現代ロシヤ抵抗文集 5) 勁草書房 1971
- 『小悪魔』ソログープ著、河出書房新社 1972
  - 再版 白水Uブックス、2021
- 『ニコライ・ゴーゴリ』ナボコフ著、紀伊国屋書店 1973
  - 再版 平凡社ライブラリー
- 『ガンツ・キュヘリガールテン,ディカーニカ近郷夜話』(ゴーゴリ全集 1) 太田正一・中村喜和共訳、河出書房新社 1977
- 『ブルイガ・卑小な人間の最期』(世界文学全集 42) レオーノフ著、学習研究社 1979
- 『ベルジャーエフ著作集 第4巻 創造の意味 弁人論の試み』行路社 1990
- 『暗き天才メイエルホリト』ユーリー・エラーギン（ロシア語版）著、みすず書房 1992
- 『カタストロイカ 現代の寓話』ジノヴィエフ著、晶文社 1992
- 『新たな宗教意識と社会性』(ベルジャーエフ著作集 2) 行路社 1994